# 迪罗勒河畔圣雷米
迪罗勒河畔圣雷米（法語：Saint-Rémy-sur-Durolle，法語發音：[sɛ̃ ʁemi syʁ dyʁɔl]）是法国多姆山省的一个市镇，位于该省东部，属于蒂耶尔区。

## 地理
迪罗勒河畔圣雷米（45°53'17"N, 3°35'33"E）面积18.17 平方千米，位于法国奥弗涅-罗讷-阿尔卑斯大区多姆山省，该省份为法国中南部省份，北起阿列省接壤，东临卢瓦尔省，南至上盧瓦爾省和康塔爾省，西接科雷兹省和克勒兹省。
与迪罗勒河畔圣雷米接壤的市镇（或旧市镇、城区）包括：拉莫讷里勒蒙泰勒、帕拉迪克、帕利耶尔、圣维克托蒙维亚内、蒂耶爾。

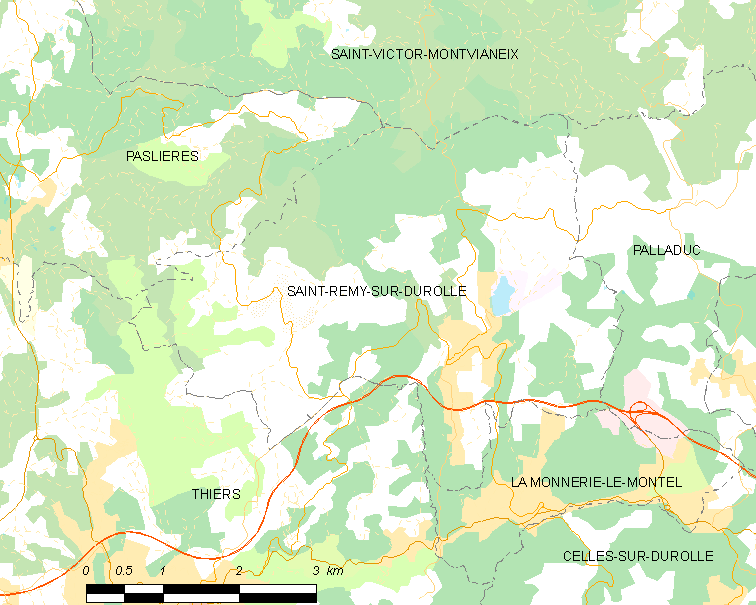
迪罗勒河畔圣雷米的OSM定位图

迪罗勒河畔圣雷米的时区为UTC+01:00、UTC+02:00（夏令时）。

## 行政
迪罗勒河畔圣雷米的邮政编码为63550，INSEE市镇编码为63393。

## 政治
迪罗勒河畔圣雷米所属的省级选区为蒂耶尔县。

## 人口

1962-2008年间迪罗勒河畔圣雷米人口变化图示

迪罗勒河畔圣雷米于2022年1月1日时的人口数量为1760人。